# او-۵۴ (کریگسمارینه)
او-۵۴ (به آلمانی: U-54) یک او-بوت کریگسمارینه از نوع ۷ب بود.